# Wardomyces anomalus
Wardomyces anomalus är en svampart som beskrevs av F.T. Brooks & Hansf. 1923. Wardomyces anomalus ingår i släktet Wardomyces och familjen Microascaceae.   Inga underarter finns listade i Catalogue of Life.